# Helvig av Slesvig
Helvig av Slesvig (danska: Helvig af Slesvig) död 1374, var en dansk drottning, gift med kung Valdemar IV Atterdag av Danmark. 
Hon var dotter till hertig Erik II Valdemarsen av Slesvig (en ättling till den svenske kungen Erik Knutsson) och Adelheid av Holsten, syster till Valdemar III och 1340 gift med Valdemar Atterdag. Paret levde tillsammans i ungefär tio år, men tycks sedan ha separerat. Enligt traditionen ska en brytning ha inträffat mellan Helvig och Valdemar, som ska ha hållit henne inlåst. 
Hon blev 1355 leksyster vid Esrum kloster.
Barn:
1. Christoffer (1344-1363), kronprins av Danmark, samt hertig av Laaland och Halland
2. Margareta Valdemarsdotter (1345-1350), förlovad med hertig Henrik Bödeln av Mecklenburg (1337/1338-1383)
3. Ingeborg Valdemarsdotter (1347-1370), gift med hertig Henrik Bödeln av Mecklenburg (1337/1338-1383)
4. Margareta (1353-1412), regerande drottning av Danmark, Norge och Sverige